# Maxime Lagacé
Maxime „Max“ Lagacé (* 12. Januar 1993 in Saint-Augustin-de-Desmaures, Québec) ist ein kanadischer Eishockeytorwart, der seit Juni 2023 bei Färjestad BK aus der Svenska Hockeyligan (SHL) unter Vertrag steht. Zuvor war Lagacé unter anderem für die Vegas Golden Knights, Pittsburgh Penguins und Tampa Bay Lightning in der National Hockey League (NHL) aktiv.

## Karriere

### Jugend
Maxime Lagacé spielte in seiner Jugend unter anderem für die Blizzard des Séminaire Saint-François, einer Privatschule in seinem Heimatort Saint-Augustin-de-Desmaures. Im Jahre 2010 wurde er im Entry Draft der Ligue de hockey junior majeur du Québec (LHJMQ) an 20. Position von den P.E.I. Rocket ausgewählt, für die er mit Beginn der Spielzeit 2010/11 das Tor hütete. Nach einer Saison als Backup hinter Evan Mosher stieg Lagacé in seinem zweiten LHJMQ-Jahr zum ersten Torwart des Teams auf, das allerdings eine sportlich enttäuschende Saison 2011/12 spielte und sich als einzige Mannschaft der Liga nicht für die Playoffs qualifizierte. In seiner persönlichen Statistik schlug sich dies mit nur zwölf Siegen aus 56 Spielen sowie einem Gegentorschnitt von 4,51 nieder. Anschließend übernahm Antoine Bibeau im Tor der Rocket, während Lagacé erneut hauptsächlich als Ersatzmann fungierte.
In der Folge wurde Lagacé nach drei Jahren bei den Rocket im Juni 2013 innerhalb der Liga zu den Cape Breton Screaming Eagles transferiert, die im Gegenzug Sébastien Lemieux und Zach Beaton abgaben. Dort kam der Kanadier allerdings nur in acht Partien zum Einsatz, bevor er bereits im November 2013 an die Cataractes de Shawinigan abgegeben wurde, die dafür ein Wahlrecht für die neunte Draftrunde nach Cape Breton schickten. Nach drei Spielen im Trikot der Cataractes wechselte er im Januar 2014 für die gleiche Gegenleistung zu den Phoenix de Sherbrooke, bei denen er sein letztes LHJMQ-Jahr mit 15 Einsätzen beendete.

### NHL
Bereits im Juli 2012 hatte Lagacé als Free Agent – und ohne in einem NHL Entry Draft berücksichtigt worden zu sein – einen Einstiegsvertrag bei den Dallas Stars aus der National Hockey League (NHL) unterzeichnet. Zur Saison 2014/15 wechselte der Torhüter in deren Organisation, konnte sich allerdings von einem Einsatz abgesehen nicht bei deren Farmteam, den Texas Stars aus der American Hockey League (AHL), etablieren. Infolgedessen verbrachte er das Jahr stattdessen leihweise bei den Missouri Mavericks sowie den Bakersfield Condors in der drittklassigen ECHL. In der Spielzeit 2015/16 pendelte Lagacé zwischen den beiden primären Farmteams der Dallas Stars, den Texas Stars und den Idaho Steelheads aus der ECHL, bevor er sich zur Saison 2016/17 einen festen Platz im AHL-Kader der Stars erspielte.
Nachdem sein auslaufender Vertrag im Sommer 2016 noch um ein Jahr verlängert worden war geschah dies im Sommer 2017 nicht, sodass sich der Torwart im Juli 2017 als Free Agent den neu gegründeten Vegas Golden Knights anschloss. Die Golden Knights setzten ihn vorerst ebenfalls in der AHL bei den Chicago Wolves ein, hatten allerdings bereits nach wenigen Saisonspielen die verletzungsbedingten Ausfälle von Marc-André Fleury, Malcolm Subban und Oscar Dansk zu beklagen, sodass Lagacé Ende Oktober 2017 als nominell vierter Torhüter des Franchise zu seinem NHL-Debüt kam. In der Folge absolvierte er 14 Spiele im Tor der Golden Knights, bevor er Mitte Dezember zu den Wolves in die AHL zurückkehrte.
Nachdem er in der Spielzeit 2018/19 nur eine NHL-Partie bestritten hatte, wurde sein auslaufender Vertrag im Sommer 2019 nicht verlängert. In der Folge schloss sich Lagacé im Juli 2019 als Free Agent im Rahmen eines Einjahresvertrags den Boston Bruins an. In gleicher Weise wechselte er im Oktober 2020 zu den Pittsburgh Penguins sowie im Juli 2021 zu den Tampa Bay Lightning. Allerdings spielte er bis zum Frühjahr 2023 nur noch sehr sporadisch in der NHL und verbrachte die Zeit größtenteils bei den jeweiligen Farmteams in der AHL. Im Juni 2023 entschied sich der Franko-Kanadier schließlich zu einem Wechsel ins europäische Ausland, als er einen Vertrag bei Färjestad BK aus der Svenska Hockeyligan (SHL) unterschrieb.

## Karrierestatistik
Stand: Ende der Saison 2023/24
(Legende zur Torhüterstatistik: GP oder Sp = Spiele insgesamt; W oder S = Siege; L oder N = Niederlagen; T oder U oder OT = Unentschieden oder Overtime- bzw. Shootout-Niederlage; Min. = Minuten; SOG oder SaT = Schüsse aufs Tor; GA oder GT = Gegentore; SO = Shutouts; GAA oder GTS = Gegentorschnitt; Sv% oder SVS% = Fangquote; EN = Empty Net Goal; 1 Play-downs/Relegation; Kursiv: Statistik nicht vollständig)